# Ольхова балка
Парк дикої природи «Ольхова балка»  — регіональний ландшафтний парк місцевого значення, об'єкт природно-заповідного фонду Харківської області загальною площею 465,5 га, що розташовано біля с. Руська Лозова.
Створено рішенням XXXVIII сесії обласної ради V скликання № 1098-V від 29 січня 2009 р за ініціативи Харківського зоопарку і обласного благодійного фонду «Народне єднання». Більша частина площі парку з рослинністю, природними кленами та дубами, серед яких окремі віком 80-100 років. Територія має природоохоронну, наукову та рекреаційну цінність. У парку, що розміщено на землях лісового, водного та сільськогосподарського фонду, планується зберігати генофонд диких тварин України та світу, а також побудувати розплідник для тварин і полігон у вигляді сафарі, щоб проводити екскурсії. Парк створюється на землях, які перебувають у власності Міністерства оборони без передачі її у власність парку.

## Рослинність
У парку зростає 2 види рослин, занесених до Червоної книги України: сон лучний і тюльпан дібровний та 7 регіонально рідкісних видів: чернець колосистий, тоя пухнасторота, вишня степова, щитник гребенястий, вороняче око звичайне, маруна щиткова, ластовень виткий.

## Історія
У 2009 році невідомі особи створили в парку купи будівельного та побутового сміття з відходів азбесту, мішків з-під цементу. Також серед степу знайдено «свіжі» пагорби землі, що є відходами будівельних робіт. У степовій зоні парку була виявлена смуга шириною близько 9 м і довжиною близько 300 м, що складається з відходів руберойду. Крім того, у парку з'явилася територія, обгороджена забором, на якій збираються створити дачний кооператив «Лісова галявина», будують дорогу та почали рубати дерева.

## Галерея

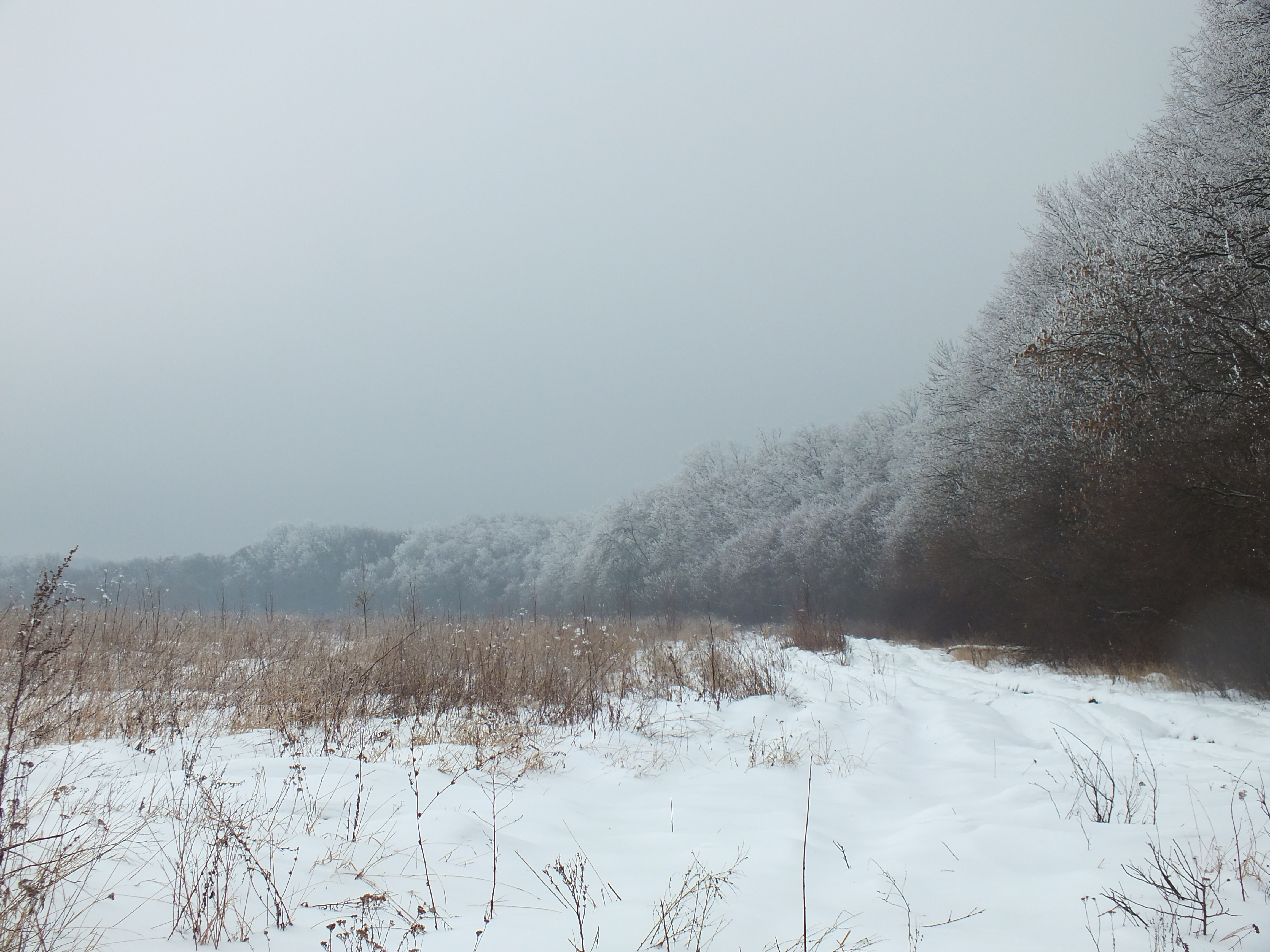
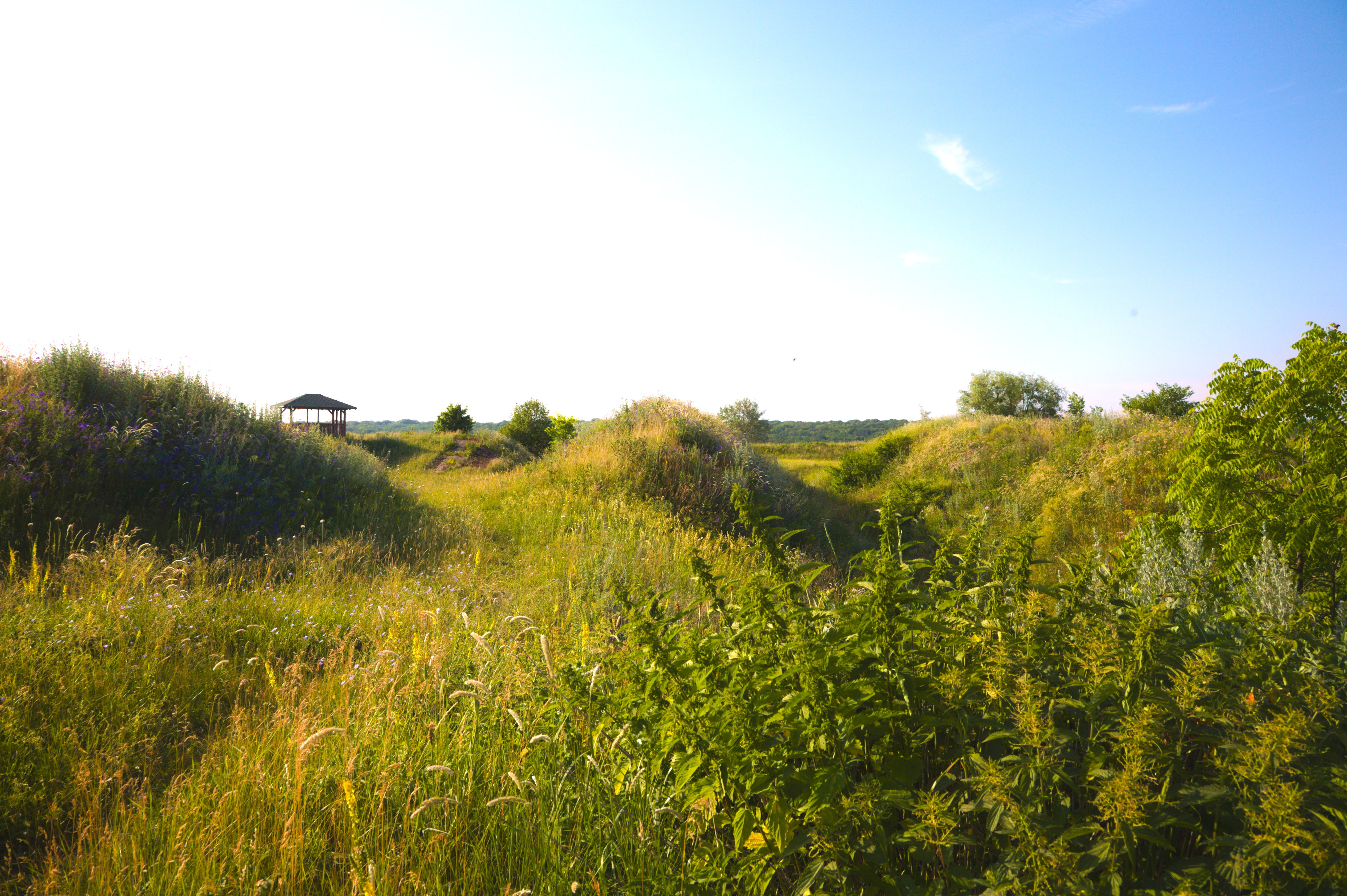